# Федурино (Вачський район)
Федурино (рос. Федурино) — село в Вачському районі Нижньогородської області Російської Федерації.
Населення становить 227 осіб. Входить до складу муніципального утворення Новосельська сільрада.

## Історія
Від 2009 року входить до складу муніципального утворення Новосельська сільрада.

## Населення
| 1859 | 1897 | 1905 | 1926  | 1999 | 2002 | 2010 |
| ---- | ---- | ---- | ----- | ---- | ---- | ---- |
| 723  | ↘703 | ↘655 | ↗1082 | ↘265 | ↗267 | ↘227 |